# Al-Shahaniya
Al-Shahaniya este o municipalitate (3299 km2) din Qatar, cu sediul municipal ca oraș cu același nume (39 km2). Fost în municipiul Al Rayyan, dar acum o municipalitate independentă, sediul municipal a fost delimitat în 1988 prin Legea nr. 22. În 2014, cabinetul a ratificat un proiect de modificare a unor prevederi ale legii din 1988, oficializând astfel Al Shahaniya drept a opta municipalitate a Qatarului.